# Dobra praktyka rolnicza
Dobra praktyka rolnicza, DPR, GAP (od ang. good agricultural practice) – zbiór praktyk pozwalających wyprodukować bezpieczną żywność przy użyciu wszelkich dostępnych metod i środków.
Na mocy zaleceń unijnych w Polsce została wprowadzona obowiązkowo dla rolników ubiegających się o wsparcie finansowe jako „zwykła dobra praktyka rolnicza” (w skrócie ZDPR).

## Zasady dobrej praktyki rolniczej
- Zasady DPR zobowiązują rolników do, między innymi, przestrzegania okresów karencji po zastosowaniu nawozów, środków ochrony roślin lub leków, aby pozostałości użytego środka nie dostały się do żywności.
- Zasady te również określają ściśle, czym i w jaki sposób należy karmić zwierzęta hodowlane, czy nawozić oraz jak zapewnić bezpieczeństwo konsumentowi poprzez produkcję pierwotną podstawową (tzw. produkcję pierwotną).